# De toren van Duikersloot
De toren van Duikersloot is een kunstwerk gelegen op de rotonde Klapwijkseweg/Duikersloot in de Nederlandse plaats Pijnacker, provincie Zuid-Holland. Het kunstwerk werd in 1996 geplaatst.
Het object is een ontwerp van Nicolas Dings en bestaat uit een toren van drie cilinders op palen. Op de topcilinder bevindt zich een open balkon met dak met daarin een lamp. Op het balkon staat een bronzen beeldje van een naakte man met gespreide armen en een takkenkrans.
Het kunstwerk verwijst naar de culturele dynamiek van een groeiende gemeente en de groeiprocessen van gewassen die zo kenmerkend zijn voor de tuinbouw van Pijnacker.